# Борщевик мохнатый
Борщеви́к мохна́тый, или Медве́жья ла́па (лат. Heracléum villósum) — ранее выделявшийся вид рода Борщевик семейства Зонтичные. Рассматривается как «сборный вид», включающий четыре близких вида: Heracleum stevenii, Heracleum antasiaticum, Heracleum leskovii и Heracleum grandiflorum. Название впервые упомянуто Фёдором Богдановичем Фишером в 1812 году каталоге в коллекции ботанического сада в Горенках, но без ботанического описания и указания на место сбора. Первое краткое описание вида приводится в 16 издании Systema Vegetabilium, где было ошибочно указано, что этот вид имеет сибирское происхождение. В Альберт Теллунг считал Heracleum villosum, Heracleum subvillosum и Heracleum decipiens вариететами вида Heracleum laciniatum. В ревизии борщевиков Кавказа Ида Пановна Манденова считала, что невозможно понять какой конкретно вид из нескольких близких видов имели ввиду под этим названием предыдущие авторы, и рассматривала этот вид как nomen ambiguum. Название villosa оставлено ею для обозначения секции, включающей виды Heracleum scabrum, Heracleum steveni, Heracleum leskovii, Heracleum antiasiaticum и Heracleum grandiflorum.

## Распространение и среда обитания
В диком виде растёт в лесистых областях Кавказа и Крыма, в Малой Азии и Европе.
В России культивируется в предгорных районах Краснодарского края.

## Биологическое описание
Двулетнее травянистое растение. В первый год развивает прикорневую розетку листьев, во второй год — стебель, цветки и плоды. Корень толстый, веретенообразный, белого цвета. Стебель прямостоячий, высотой до 1,5 м, округлый, с бороздками, диаметром 3—5 см.
Листья круглые на черешках, 50—60 см длиной и 10 см шириной, эллиптические, опушённые, сверху зелёные волосистые, снизу сероватые пушистые. Пластинка листа длиной 50—60 см, шириной 10 см. Прикорневые листья значительно крупнее стеблевых.
Цветки обоеполые, мелкие, белые, собраны в сложные зонтики диаметром 15—20 см.
Плод — голая двусемянка продолговатой формы, длиной 10—16 мм с тонкими нитевидными рёбрами.

## Выращивание борщевика мохнатого в культуре
Размножается борщевик семенами. Всхожесть семян сохраняется 4 года. Вспашку производят с осени на глубину 25 см. Посев совершается ранней весной или под зиму. Борщевик мохнатый любит рыхлые, глубокие известковые плодородные почвы. Уход в первый год заключается в рыхлении почвы в междурядьях и периодическом удалении сорняков. На второй год плантацию ранней весной боронуют поперёк рядков. Цветение происходит в июне, семена созревают в июле. Семена легко осыпаются. Сбор урожая проводят в период восковой спелости семян в зонтиках первого порядка. Урожайность семян составляет 1,5 т/га.

## Хозяйственное значение и применение
Эфирное борщевиковое, или гераклеумовое масло, содержащееся в семенах, извлекают способом перегонки с паром. Выход масла из зрелых сухих плодов (при тонком измельчении с последующим увлажнением) достигает 11 %. Масло прозрачное, бесцветное, приятного запаха. Главная составная часть — октиловый эфир уксусной кислоты (до 80 %), кроме того, присутствуют этиловые эфиры уксусной и масляной кислот. В состав масла из листьев и цветков входят альдегиды. По мере созревания плодов альдегиды исчезают, и образуются спирты. Масло растворимо в 80-процентном спирте, используется как источник октилового спирта, применяемого в парфюмерной промышленности.